# カーメル・バイ・ザ・シー
カーメル・バイ・ザ・シー（英語: Carmel-by-the-Sea）は、アメリカ合衆国カリフォルニア州のモントレー郡にある都市。人口は3,069人（2024年推計）。一般的には「カーメル」と呼ばれる。西は太平洋、北はモントレー半島に面する。サンフランシスコからは南に約190キロメートル、ロサンゼルスからは北に約530キロメートルの位置にある。

## 概要
周囲の美しい景観と芸術家の集まる独特の雰囲気で知られる。1906年「芸術家や詩人の集まる街」、1910年「カーメルの60%の住居が景観と融合した芸術として建設された」との特集記事がサンフランシスコの新聞に掲載された。この頃の議会は芸術家達に支配され、また歴代の市長には俳優、詩人、作家などが度々選出されている。クリント・イーストウッドも1986-1988年にかけて市長を務めた。
愛犬家とペットに優しい街でもあり、多くのホテル、レストラン、商業施設などに犬を連れて利用することができる。
静養所的な街を目指し開発が行われたため、景観や住環境保護のための特殊な法令が多数制定されており、一部は形骸化しているが現代でも残っている。例として、街路樹の根を保護するため許可なしでハイヒールを着用してはならない、というものがある。

## 歴史
この地域には先住民族であるエッセレン族が居住していたが、6世紀頃に力を伸ばしてきたオローニ族に南のビッグ・サーの山中まで追いやられてしまう。

### スペイン人による探検
1542年、ポルトガル人のフアン・ロドリゲス・カブリリョ (Juan Rodriguez Cabrillo) が、スペイン船で沖合を航行したが、上陸することはなく北上した。
1602年、カルメル会の探検家、セバスティアン・ビスカイノが近くを訪れ、守護聖人「カルメル山の聖母」にちなんでカーメルと名付けた (現在のカーメル・ヴァレーにあたる地域)。

### ミッション・カーメル
スペインはすぐにこの一帯を植民地化することはなかったが、1770年、フランシスコ会の宣教師フニペロ・セラらが訪れ、アルタ・カリフォルニアで2番目の伝道所を設置する準備を始めた。

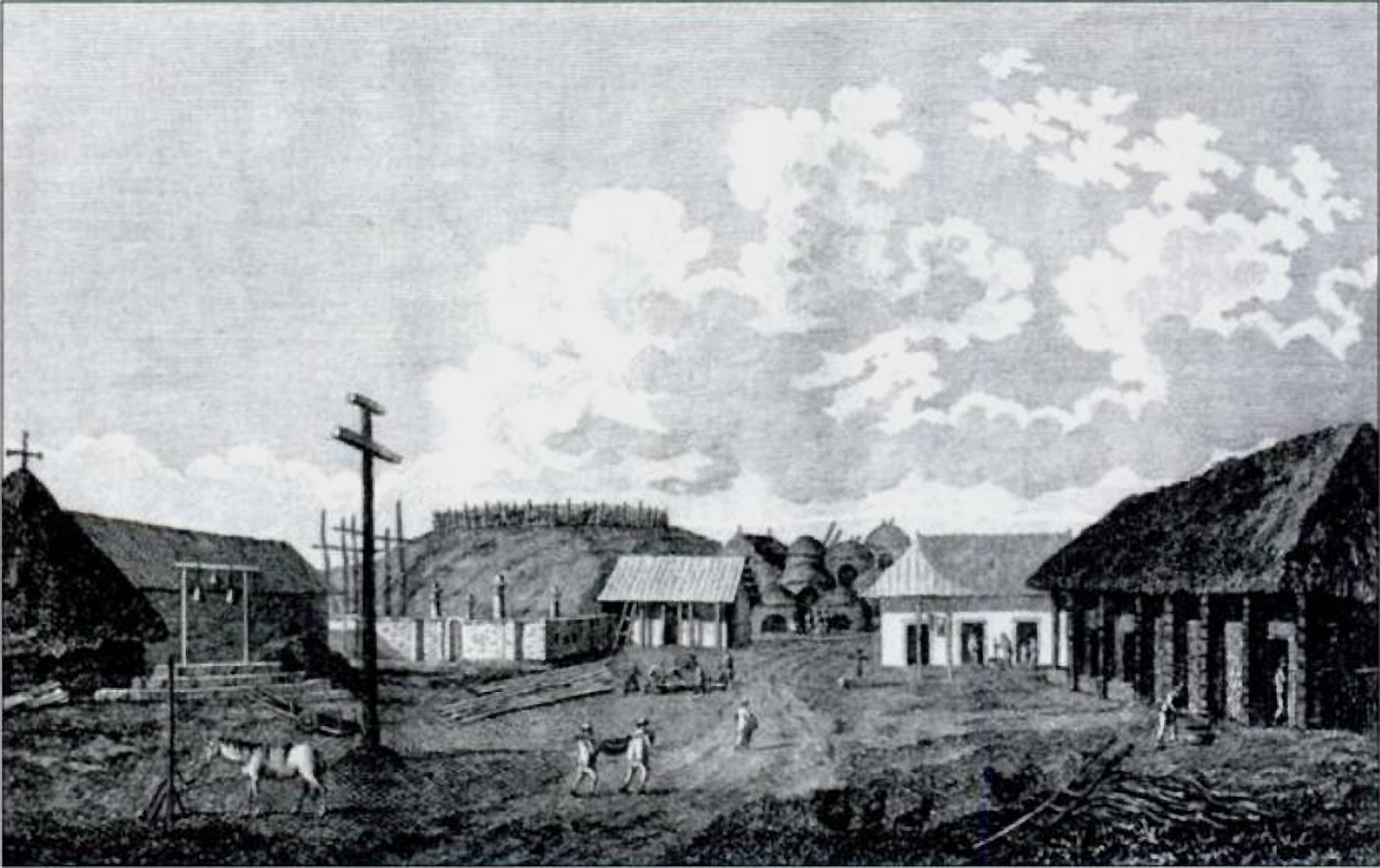
カーメル伝道所、1794年、ジョン・サイクス画

1770年6月3日、開発が盛んになっていたモントレー寄りの位置に伝道所ミッション・サンカルロス・ボロメオ・デ・カルメロ、通称ミッション・カーメルが完成した。
1771年、プレシディオ（スペイン駐屯地）との対立のために、ミッション・カーメルはセラによって現在の位置に移された。モントレーは1849年までカリフォルニアの首都として機能し、オローニ族はスペイン人によってもたらされた伝染病と迫害によって19世紀までに激減することになる。
1784年、ミッション・カーメルで亡き人となったセラの遺体が祭壇の下に埋葬された。ミッション・カーメルはカリフォルニアにおけるセラの布教活動の本拠地となった場所であり、未開の地に数々の伝道所を建てたセラはしばしばFather of Californiaと称される。
1821年、メキシコの独立により、カーメルを含むカリフォルニアはメキシコ領となる。

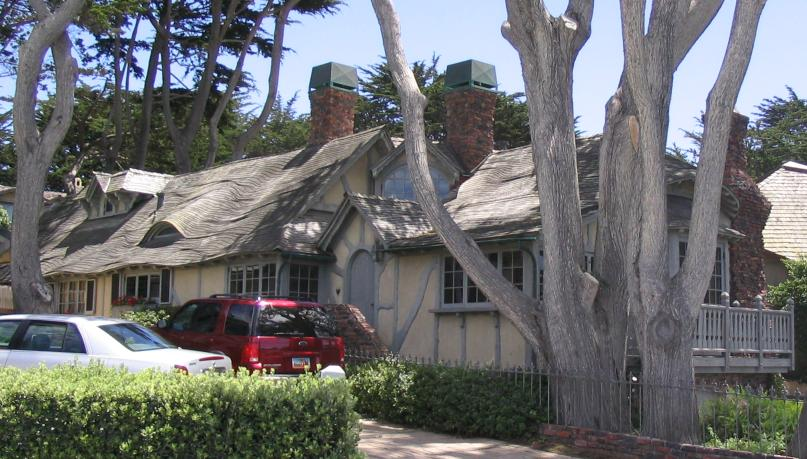
典型的なカーメルの住居

### アメリカへの併合
1848年、米墨戦争でのメキシコの敗退の結果、カリフォルニアはアメリカに併合される。
1850年代にフランス人実業家によって現在のカーメルにあたる地域が買収される。彼の子孫は現在もカーメルに居住している。
1888年、カトリックの静養所的な街作りを目指し、1889年までに200区画が売却される。
1902年、現在の形となる区画整理が行われ、郵便局が作られた(翌年閉鎖)。
1910年、カーネギー研究所によって海洋研究所が設立され、多くの研究者が住み着いた。
1916年、市制が敷かれ、現在に至る。

## その他
薬師丸ひろ子のアルバム「古今集」に「カーメルの画廊にて」という曲がある。